# John Douglas (Architekt)

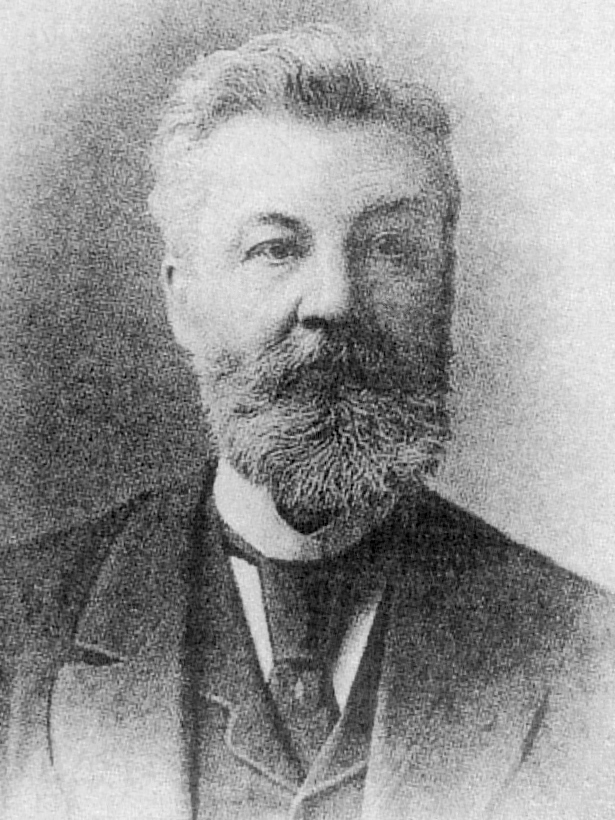
John Douglas in seinen mittleren Jahren

John Douglas (* 11. April 1830 in Sandiway, Cheshire, England; † 23. Mai 1911 in Walmoor Hill, Dee Banks, Chester, England) war ein englischer Architekt, der rund 500 Bauwerke in Cheshire, im Norden von Wales und im Nordwesten Englands plante, darunter den Landsitz Eaton Hall. Er lernte seinen Beruf in Lancaster und arbeitete in Chester. Zunächst arbeitete er allein, doch von 1884 bis zwei Jahre vor seinem Tod unterhielt er eine Partnerschaft mit zwei seiner vorherigen Assistenten.
Zu Douglas’ Werk gehörten Neubauten von Kirchen, die Erneuerung und Renovierung von Kirchen, Kirchenausstattungen, neue Wohnhäuser und Umbauten bestehender Häuser sowie eine Vielzahl anderer Bauwerke, darunter Geschäfte, Banken, Büros, Schulen, Denkmäler und öffentliche Gebäude. Sein architektonischer Stil war eklektisch. Douglas arbeitete in der Zeit der neugotischen Architektur und viele seiner Werke beinhalten Elemente des Perpendicular Style. Er wurde auch von Architekturstilen des europäischen Festlands beeinflusst und verwendete Merkmale der französischen, deutschen und niederländischen Architektur. Am bekanntesten wurde Douglas jedoch für seine Verwendung traditioneller Elemente in seinen Gebäudeentwürfen, vor allem des Fachwerks, was auf die Popularität des zum Tudorbethan gehörenden Black-and-white Revival in Chester zurückzuführen ist. Andere traditionelle Elemente, die er in seinen Werken verwendete, waren die vertikalen Holzvertäfelungen der Fassade, Stuckarbeiten und die Verwendung dekorativer Backsteine zur Musterung von Flächen sowie der Bau hoher Schornsteine. Von spezieller Bedeutung im Werk Douglas’ sind auch der Einsatz von Tischlerarbeiten und sehr detaillierte Holzschnitzarbeiten.
Während seiner Karriere erhielt er Aufträge von wohlhabenden Landbesitzern und Industriellen, besonders von der Familie Grosvenor auf Eaton Hall. Die meisten seiner Arbeiten bestehen noch heute, vor allem die von ihm errichteten Kirchen. Viele seiner Bauwerke stehen in Chester, wobei wohl seine Fachwerkhäuser und die Eastgate Clock die am häufigsten besichtigten sein dürften. Die höchste Konzentration von Bauwerken Douglas’ findet sich auf dem Landsitz Eaton Hall und in den umliegenden Ortschaften Eccleston, Aldford und Pulford.

## Leben

### Frühes Leben und Ausbildung

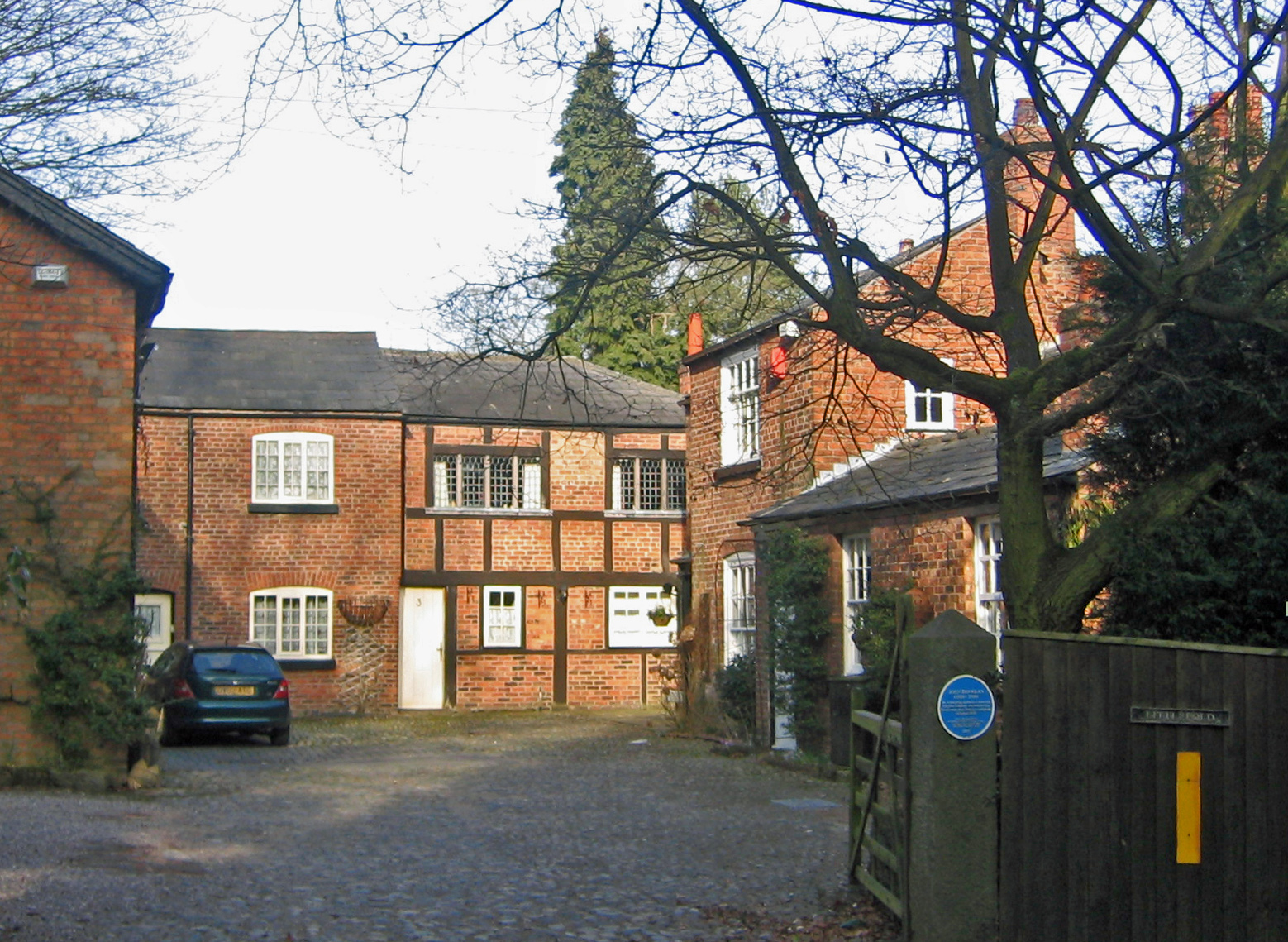
Park Cottage, Sandiway, das Geburtshaus von John Douglas

John Douglas wurde am 11. April 1830 in Park Cottage, Sandiway, Cheshire geboren und am 16. Mai 1830 in der St Mary’s Church getauft. Er war das zweite von insgesamt vier Kindern, jedoch der einzige Sohn von John Douglas und dessen Ehefrau Mary, geborene Swindley (1792–1863). John Douglas senior wurde etwa 1798–1800 in Northampton geboren und seine Mutter stammte aus Aldford, einem zu Eaton Hall gehörenden Dorf in Cheshire; Douglas’ Großvater mütterlicherseits war der Schmied des Dorfes Eccleston, das ebenfalls zu Eaton gehörte. John Douglas war ein Maurer und Tischler, der auch Bauten einmaß und mit Bauholz handelte. 1835 führte er die Planung für ein Haus in Hartford, einem Dorf zwischen Sandiway und Northwich, aus. Zur Zeit der Volkszählung 1851 beschäftigte er 48 Arbeiter. Er besaß Land in Sandiway und ein Haus mit Land im benachbarten Cuddington.
Nichts ist über die Schulzeit von John Douglas junior bekannt. Er sammelte Kenntnisse und Erfahrung im Betrieb seines Vaters und in der Werkstatt, die an das Wohnhaus der Familie angegliedert war. Mitte oder Ende der 1840er Jahre wurde er Referendar bei E. G. Paley von Sharpe and Paley in Lancaster, Lancashire. Nach dem Ende seiner Referendarzeit wurde Douglas Paleys Chefassistent. Entweder 1855 oder 1860 gründete er sein eigenes Architekturbüro in No. 6 Abbey Square, Chester.

### Familie und Privatleben

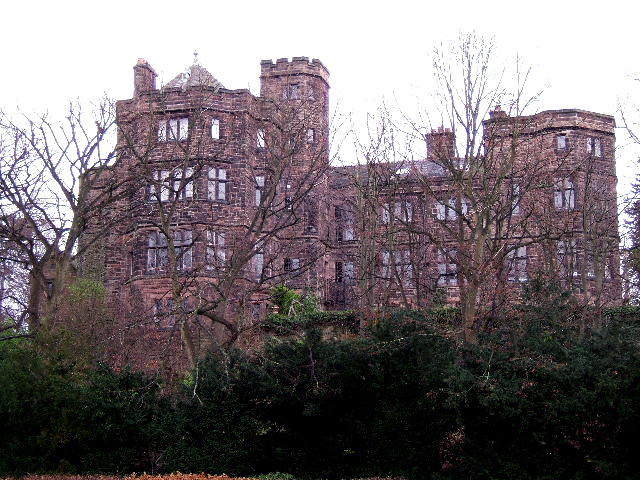
Walmoor Hill baute Douglas für sich selbst.

Douglas hatte eine ältere Schwester, Elizabeth, die 1827 geboren wurde, und zwei jüngere Schwestern namens Mary Hannah und Emma, die 1832 beziehungsweise 1834 geboren wurden. Mary Hannah starb fünf Monate vor der Geburt von Emma und Emma starb 1848. Douglas heiratete am 25. Januar 1860 in St Dunawd’s Church Elizabeth Edmunds, die Tochter eines Farmers aus Bangor-is-y-Coed in Flintshire – in späteren Jahren sollte er diese Kirche renovieren. Zunächst lebte das Ehepaar in einer Wohnung über dem Büro am Abbey Square und etwas später zog es in das Nachbarhaus mit der Nummer 4 um. In dieser Zeit kamen die fünf gemeinsamen Kinder auf die Welt, John Percy 1861, Colin Edmunds 1864, Mary Elizabeth 1866, Sholto Theodore im Jahr darauf und schließlich 1869 Jerome. Nur zwei dieser Kinder erlebten das Erwachsenenalter; Mary Elizabeth starb 1868 an Scharlach, Jerome lebte nur einige Tage und John Percy starb 1873 im Alter von zwölf Jahren.
Um 1876 zog die Familie in das Haus 31 and 33 Dee Banks in Chester um. Das Haus war eines der teilweise verbundenen Häuser oberhalb des River Dee, die Douglas erbaute. Seine Frau starb nach einem Jahr Krankheit 1878 an Laryngitis und Douglas verheiratete sich nicht wieder. Sein Sohn Colin lernte den Architekturberuf und arbeitete im Büro seines Vaters, starb jedoch bereits im Alter von 23 Jahren im Jahr 1887 an Tuberkulose. Von seinem anderen Sohn Sholto ist kein Beruf bekannt, nur dass er ein starker Konsument von Alkohol war. In den 1890er Jahren baute Douglas ein Haus für sich selbst, Walmoor Hill, das ebenfalls am Ufer des River Dee lag und den Fluss überragte. Hier lebte Douglas bis zu seinem Tod am 23. Mai 1911 im Alter von 81 Jahren. Sein Begräbnis erfolgte auf dem alten Overleigh-Friedhof in Chester. Ein Gedenkgottesdienst wurde am darauffolgenden Sonntag in der St John the Evangelist’s Church von Sandiway gehalten. Seine Hinterlassenschaft summierte sich auf etwas mehr als £32,000 (in heutiger Kaufkraft rund £3.470.000). Abgesehen von den noch bestehenden Bauwerken erinnern nur zwei Gedenktafeln an John Douglas. Die eine ist in der St Paul’s Church angebracht, in der Douglas zum Gottesdienst ging und die er auch umgebaut hatte. Die andere befindet sich an einem der von ihm errichteten Gebäude in der St Werburgh Street in Chester. Sie wurde 1923 von seinen Schülern und Assistenten angebracht.

## Praxis und Persönlichkeit
Douglas praktizierte als Architekt alleine, bis im Jahr 1884 sein Sohn Colin krank wurde. Er ging dann mit Daniel Porter Fordham eine Partnerschaft ein und die beiden arbeiteten unter dem Namen Douglas & Fordham. Fordham wurde um 1846 geboren und war seit mindestens 1872 Assistenzarchitekt in der Kanzlei von Douglas. 1898 zog sich Fordham wegen einer Tuberkuloseerkrankung aus der Partnerschaft zurück und ein Jahr später starb er in Bournemouth, wohin er vorher umgezogen war. Sein Nachfolger in Douglas’ Architekturbüro wurde der 1858 in Chester geborene Charles Howard Minshull, der 1874 zum Referendar in dem Architekturbüro geworden war, und fortan arbeiteten die beiden als Douglas & Minshull. Ab 1900 war Douglas weniger aktiv, und aus heute unbekannten Gründen wurde die Partnerschaft 1909 aufgehoben. Minshull ging eine Partnerschaft mit dem Architekten E. J. Muspratt ein, dessen Büro sich in der Foregate Street von Chester befand. Als Douglas 1911 starb, bestand jedoch am Abbey Square das Architekturbüro Douglas, Minshull & Muspratt.
Wenig ist über das Privatleben von Douglas und seine Persönlichkeit bekannt, nur zwei Photographien sind von ihm erhalten. Die eine Photographie zeigt ihn in seinem mittleren Alter, die andere bildet eine Karikaturzeichnung ab, die ein Assistent in seinem Büro von ihm angefertigt hat. Dabei ist er in hohem Alter, gebeugt und gebückt dargestellt, mit Hörrohr, Brille und Aktentasche.
Der Architekturhistoriker Edward Hubbard nannte sein Leben „scheinbar […] eines der vollständigen Widmung der Architektur… was womöglich durch den Tod seiner Frau und andere private Sorgen verstärkt wurde“. Der Nachruf auf Douglas in Chester Chronicle stellte fest, dass er „mit Herz und Seele in seinem Beruf lebte“.
Douglas war ein bekennender Christ, der regelmäßig seine örtliche Kirche St Paul’s besuchte. In seinem Haus Walmoor Hill gab es ein Oratorium. Er hatte auch einen starken Sinn für nationale Loyalität, Statuen von Queen Victoria waren in Mauernischen in Walmoor Hill und seinen Häusern in der St Werburgh Street, Chester aufgestellt. Douglas hatte Schwierigkeiten, die finanziellen Aspekte seines Berufes zu handhaben. Der Sekretär des 1. Herzogs von Westminster schrieb 1884 über ihn, er sei „[e]in guter Architekt, aber schludrig bei Abrechnungen!“ Verspätungen bei der Vorlage der Rechnungen führten oft zu Schwierigkeiten und Verwirrung, in einigen Fällen legte er erst nach zehn Jahren seine Abrechnung vor. Über die anderen Umstände seines Privatlebens ist wenig bekannt, keine Papiere aus dem Familienbesitz sind erhalten und auch keine der Dokumente seines Architekturbüros am Abbey Square.

## Schaffen

### Werke und Kundschaft
Douglas hat über 500 Gebäude entworfen. Er baute mindestens 40 Kirchen oder Kapellen neu und renovierte, erweiterte oder baute zahlreiche weitere um; außerdem entwarf er Ausstattungen und Möbel für Kirchen. Er entwarf neue Häuser und führte Erweiterungen durch, ebenso plante er Nebengebäude dieser Häuser. Zu den Arbeiten von Douglas gehören auch Farmen, Geschäfte, Hotels, ein Krankenhaus, Uhrtürme, Schulen, Badehäuser, eine Bibliothek, eine Brücke, ein Obelisk, Käsefabriken und öffentliche Bedürfnisanstalten. Sein Architekturbüro befand sich in Chester und so entstanden die meisten seiner Arbeiten in Cheshire und dem Norden von Wales, obwohl auch weiter entfernt, etwa in Lancashire, Staffordshire, Warwickshire und Schottland von ihm geplante Bauten ausgeführt wurden.

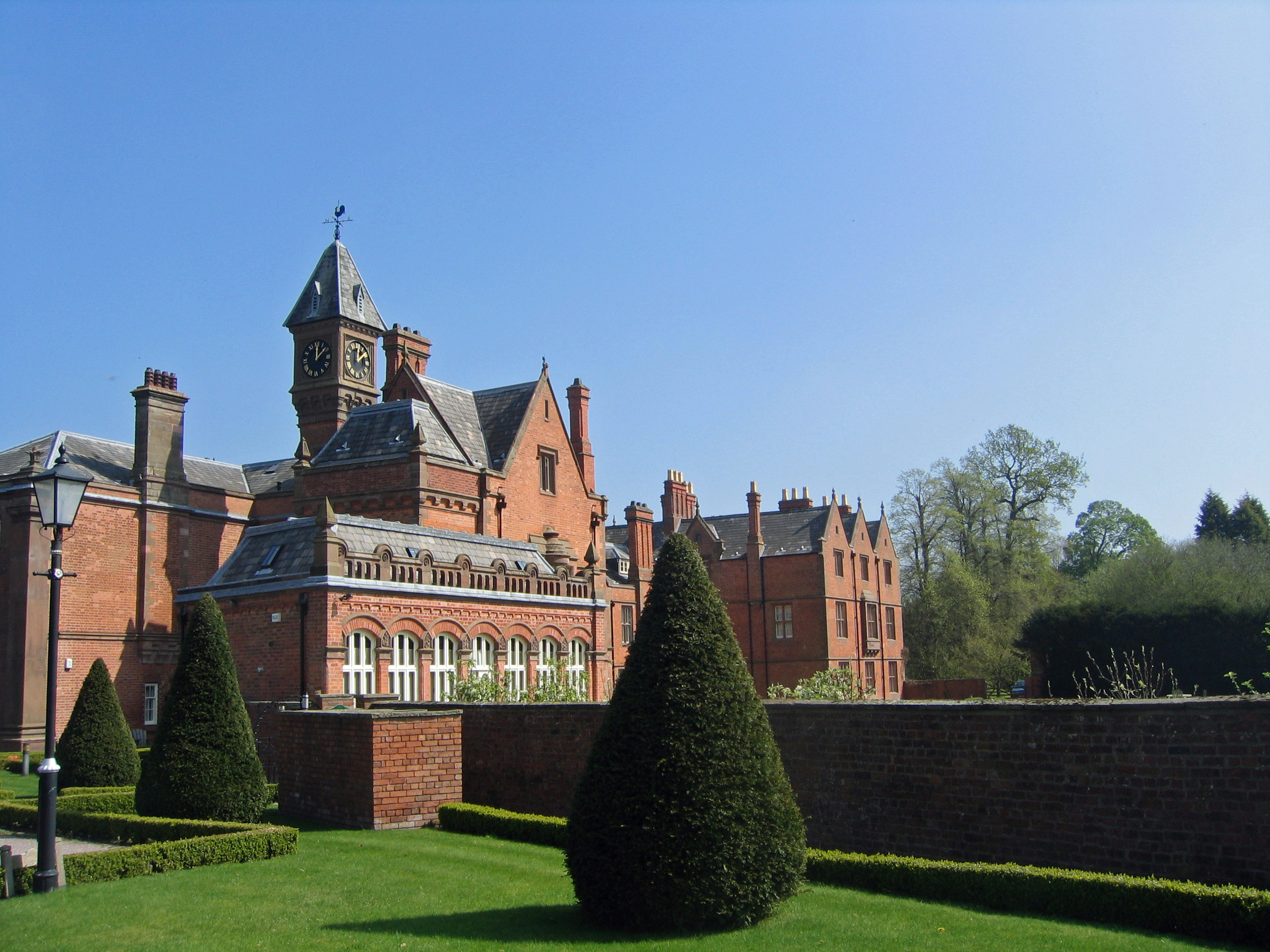
Der Umbau des Südflügels der Vale Royal Abbey wurde von Douglas geplant.

Während seiner Laufbahn erhielt Douglas Aufträge von wohlhabenden und einflussreichen Kunden. Die erste bekannte selbständige Arbeit war eine heute nicht mehr bestehende Zierde für den Garten der Schwägerin von Hugh Cholmondeley, 2. Baron Delamere und der Baron war es, der Douglas 1860 den ersten großen Auftrag erteilte, ein beträchtlicher Neubau des Südflügels seines Sitzes der Vale Royal Abbey. Etwa zur selben Zeit verpflichtete ihn Lord Delamere zum Bau der Kirche St John the Evangelist in Over, Winsford, zum Gedenken an seine erste Frau. Douglas’ wichtigste Kunden waren die Familie Grosvenor von Eaton Hall. 1865 wurde er von Richard Grosvenor beauftragt, das Torhäuschen und andere Bauwerke für den Grosvenor Park in Chester und St John’s Church in dem Dorf Aldford zu bauen. Als dieser 1869 starb, folgt ihm dessen Sohn Hugh Grosvenor. Von ihm und dessen Sohn erhielt Douglas im Laufe seiner Laufbahn eine Reihe weiterer Aufträge. Man geht davon aus, dass er für den 1. Duke in dem zu Eaton Hall gehörenden Gebiet vier Kirchen und Kapellen, Pfarrhäuser und große Häuser, etwa 15 Schulen, rund 50 Farmhäuser, etwa 300 Cottages, Hütten, Schmieden, zwei Fabriken, zwei Gasthäuser und etwa ein Dutzend gewerblicher Bauten plante. Außerdem entwarf er Gebäude auf dem Herrensitz Halkyn, den der Duke in Flintshire besaß, darunter eine weitere Kirche.
Unter den weiteren wohlhabenden Grundherren, die Douglas mit Arbeiten beauftragten, waren William Molyneux, 4. Earl of Sefton, Francis Egerton, 3. Earl of Ellesmere, George Cholmondeley, 5. Marquess of Cholmondeley, Rowland Egerton-Warburton aus Arley Hall und in Wales die Familien von Lord Kenyon und die Familie Gladstone, einschließlich von William Ewart Gladstone. Er erhielt auch Aufträge aus der Industrie, darunter von John & Thomas Johnson, einem Hersteller von Seife und Alkalien aus Runcorn, Richard Muspratt, einem Chemieunternehmen aus Flint, Flintshire, sowie W. H. Lever, einem Seifenfabrikanten, der auch die Arbeitersiedlung Port Sunlight erbauen ließ.

### Stil

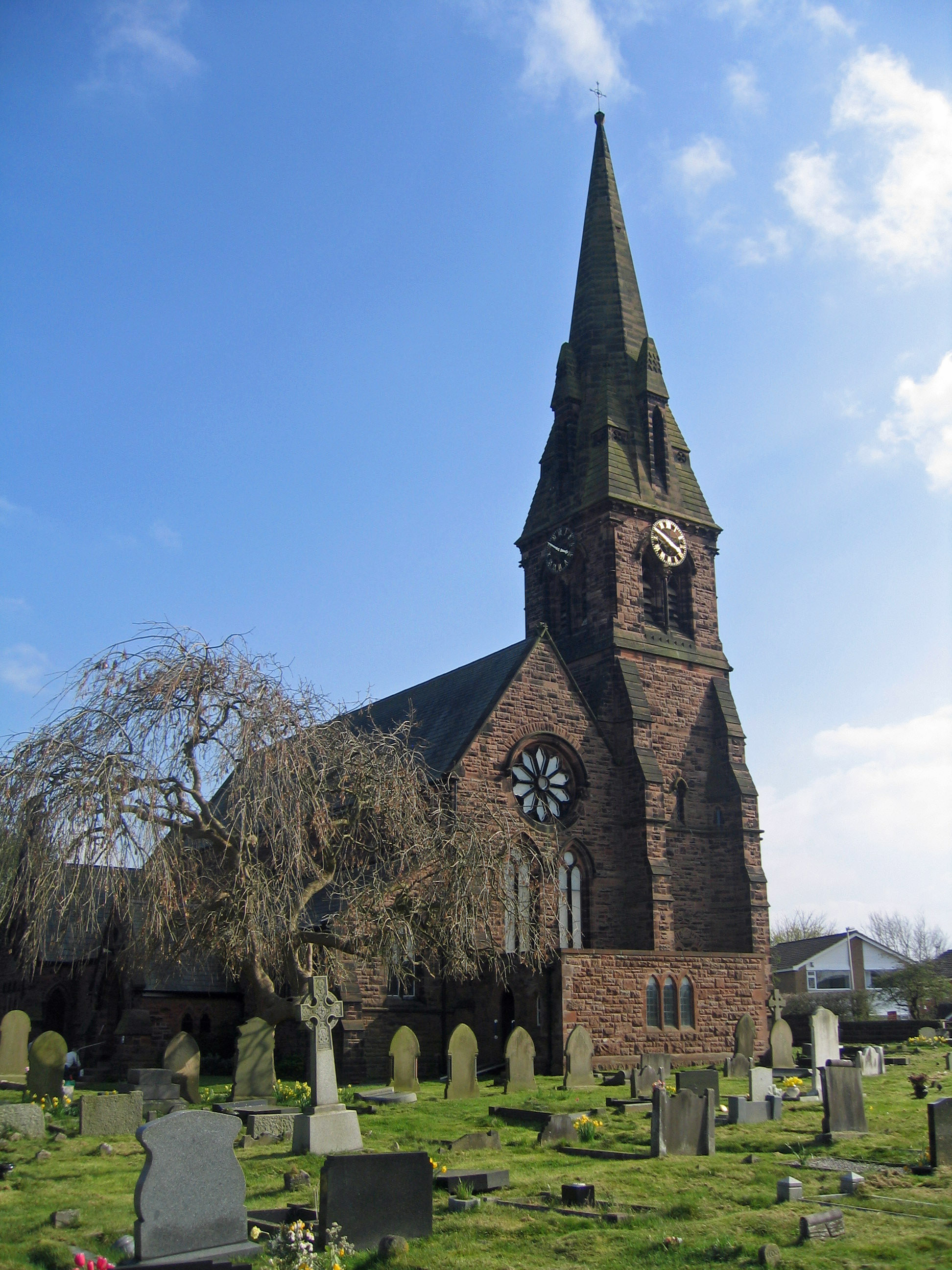
St John’s Church, Over

Obwohl das Architekturbüro, in dem Douglas seine Ausbildung machte, sich in einer provinziellen Stadt im Norden Englands befand, gehörte es zu den Vorreitern der neugotischen Architektur im Land. Die neugotische Architektur war eine Reaktion auf den Klassizismus, der im 18. und zu Beginn des 19. Jahrhunderts beliebt war und verwendete Merkmale des gotischen Architekturstils des Mittelalters. Sowohl Edmund Sharpe als auch E. G. Paley waren durch die Cambridge Camden Society beeinflusst und insbesondere durch Augustus Welby Northmore Pugin, der der Meinung war, dass die „Gotik die einzige korrekte und christliche Weise des Bauens war“. Sharpe wurde auch durch Thomas Rickman beeinflusst und hatte selbst über die mittelalterliche Gelehrsamkeit geschrieben. Paley wiederum wurde durch seinen Bruder Frederick Apthorp Paley beeinflusst, der ein Anhänger der gotischen Architektur war und selbst von Rickman inspiriert wurde. Während der Zeit, die Douglas in Lancaster verbrachte, zeichnete das Architekturbüro Sharpes und Payles verantwortlich für den Bau und die Erneuerung neugotischer Gebäude wie etwa die St Wilfrid’s Church in dem Dorf Davenham in Cheshire, das nur etwa fünf Kilometer von Sandiway entfernt liegt, dem Geburtsort von Douglas. Douglas’ erster eigener Kirchenbau war St John the Evangelist in Over, Winsford. Dabei ließ er sich vollständig vom Decorated Style leiten.
Die Einflüsse auf Douglas’ Schaffen beschränkten sich jedoch nicht nur auf England. Obwohl er nie ins Ausland reiste, nahm er gotische Stilelemente vom Kontinent auf, insbesondere aus Deutschland und Frankreich. Diese Kombination verschiedener gotischer und neugotischer Stilvarianten trug zu dem bei, was schließlich als High Victorian bekannt wurde. Zu den Merkmalen gehört der Sinn für Wuchtigkeit, steile Dächer, die häufig als Satteldach ausgeführt sind. runde Tourellen mit konischen Dächern, Fialen, schwere auf Konsolen gelagerte Gesimse und die Verwendung der Polychromie. Viele von Douglas’ Werken, speziell seine früheren Arbeiten, sind in diesem Stil ausgeführt oder verwenden zumindest Architekturmerkmale des Stiles. Ein charakteristisches Merkmal des Schaffens von Douglas ist die Verwendung von Dachgauben, die sich schon an der Dachtraufe erheben und von Satteldächern bedeckt werden.

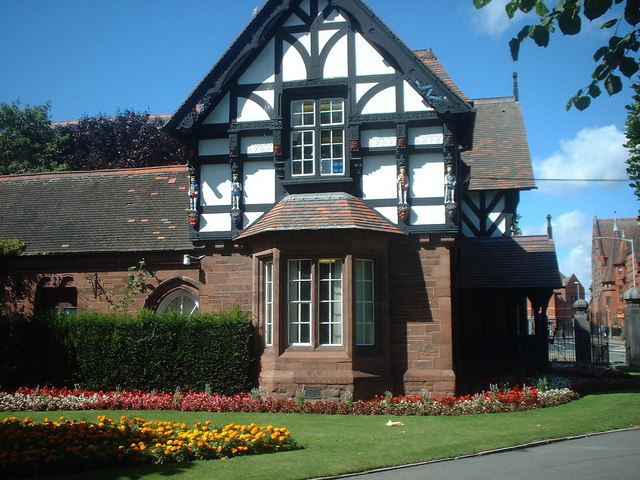
Grosvenor Park Lodge

Ein anderer wesentlicher Einfluss auf sein Werk war das gestiegene Interesse an der traditionellen Architektur. Zu der Zeit, in der Douglas nach Chester umzog, gab es eine Wiederbelebung der Fachwerkarchitektur (black-and-white revival), und Douglas integrierte diesen Stil in die Bauten, die er in Chester und anderswo ausführte. Diese Wiederbelebung der Fachwerkarchitektur hat ihren Ausgangspunkt nicht in Chester genommen, wurde jedoch zu einer für Chester typischen Bauweise. Der erste Architekt Chesters, der diesen Stil annahm, war Thomas Mainwaring Penson, dessen erste Arbeiten in dem Bereich die Renovierung eines Ladens in der Eastgate Street zu Beginn der 1850er Jahre war. Andere Architekten in der Stadt, die den Stil rasch annahmen, waren T. A. Richardson und James Harrison; wesentlich durchgesetzt und entwickelt wurde er jedoch von Thomas Lockwood und Douglas. Das erste Bauwerk, von dem die Verwendung dieses Black-and-white-styl bekannt ist, waren eine frühe Arbeit für die Grosvenors, die Pförtnerloge zu Grosvenor Park, bei der Fachwerk im Obergeschoss verwendet wurde. Andere traditionelle Motive englischer Architektur, die Douglas benutzte, entstammten dem Tudorstil. Dazu gehörten die hängenden Holzverkleidungen, Stuckfassaden und massive aus Backsteinen gemauerte Schornsteine. Hierbei wurde Douglas von den Architekten William Eden Nesfield und Richard Norman Shaw beeinflusst. Douglas verwendete auch traditionelle Elemente vom Kontinent, besonders Backstein-Arbeiten aus Deutschland und den niederländischen Landen.
Typisch für Douglas’ Schaffensweise ist die Aufmerksamkeit, die er Details von Exterieur und Interieur gleichermaßen widmete. Diese Detailarbeiten wurden nicht einem speziellen Stil entnommen, sondern er wählte Architekturelemente eines beliebigen Stils, der dem Zweck des jeweiligen Projektes besonders angemessen war. Dies gilt insbesondere für die Tischlerarbeiten, vielleicht inspiriert durch die Erfahrungen, die er in seiner Jugend in der Werkstatt seines Vaters gesammelt hat und wurde sowohl auf aus Holz bestehende Bauteile als auch auf die von ihm entworfenen Möbel angewendet. Ein weiterer kontinentaler Einfluss, den Douglas aufnahm, waren Volutengiebel im niederländischen Stil. Doch das wichtigste und auch fortlaufend verwendete Element in Douglas’ Entwürfen war die Verwendung des Fachwerks bei Teilen der Gebäude. Beim Bau der Rowden Abbey und der St Michael and All Angels Church von Altcar setzte er ausschließlich auf die Fachwerkbauweise.

## Signifikante Bauwerke

### Frühwerk (1860–1870)

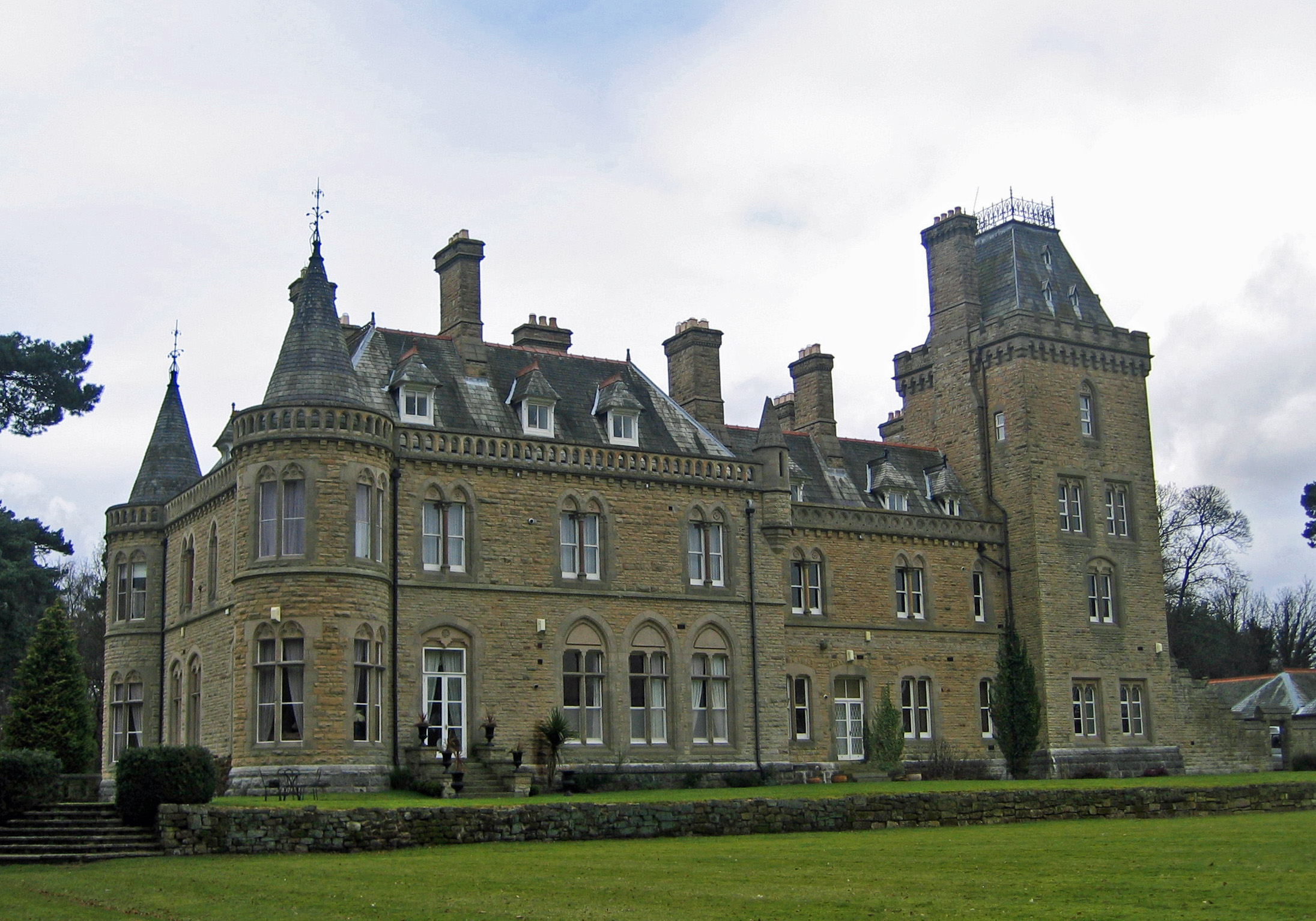
Oakmere Hall

Douglas’ früheste signifikante Aufträge wurden für den 2. Baron Delamere ausgeführt und unterschieden sich voneinander. Der Bau eines neuen Flügels der Vale Royal Abbey (1860) wurde im elisabethanischen Stil ausgeführt, während die St John’s Church at Over (1860–63) als Gothic Revival sich an den Early Decorated Style anlehnte. Die Congregational Chapel (1865), ebenfalls in Over war wieder ein anderer Stil und wurde in polychromer Backsteinanordnung in viktorianischer Gotik gestaltet. In der Zwischenzeit entwarf Douglas auch ein Ladengeschäft in 19–21 Sankey Street in Warrington (1864), der über gotische Arkaden und detaillierte Steinmetzarbeiten verfügte. Dieses Gebäude bezeichnete Hubbard als sein „erstes Bauwerk von wirklicher und überragender Qualität… in seiner Weise eine der besten Dinge, die er jemals gemacht hat“. Kurze Zeit später erhielt er seine ersten Aufträge für die Familie Grosvenor, ein Pförtnerhäuschen und andere Bauten in Grosvenor Park (1865–1867), sowie St John the Baptist’s Church in Alford (1865–1866).
Das erste von ihm geplante Wohnhaus war Oakmere Hall (1867), mit dessen Planung ihn die Besitzer von John & Thomas Johnson aus Runcorn betrauten. Es ist in der viktorianischen Hochgotik erbaut und besteht aus einem Haupttrakt und einen Nebentrakt sowie einem kleinen Turm mit Tourellen, einem großen Turm an der Südfassade und einer Auffahrt für Kutschen. Das Dach hat steile Flächen und Dachgauben. Ein anderer früher Kirchenbau im Werk des Architekten war St Ann’s Church in Warrington (1868–69), wieder in der viktorianischen Hochgotik erbaut. Um 1869–1870 hatte Douglas begonnen, Gebäude auf dem Herrensitz Eaton Hall zu entwerfen.

### Frühe reife Bauwerke (1870–1884)

#### Säkulare Bauten

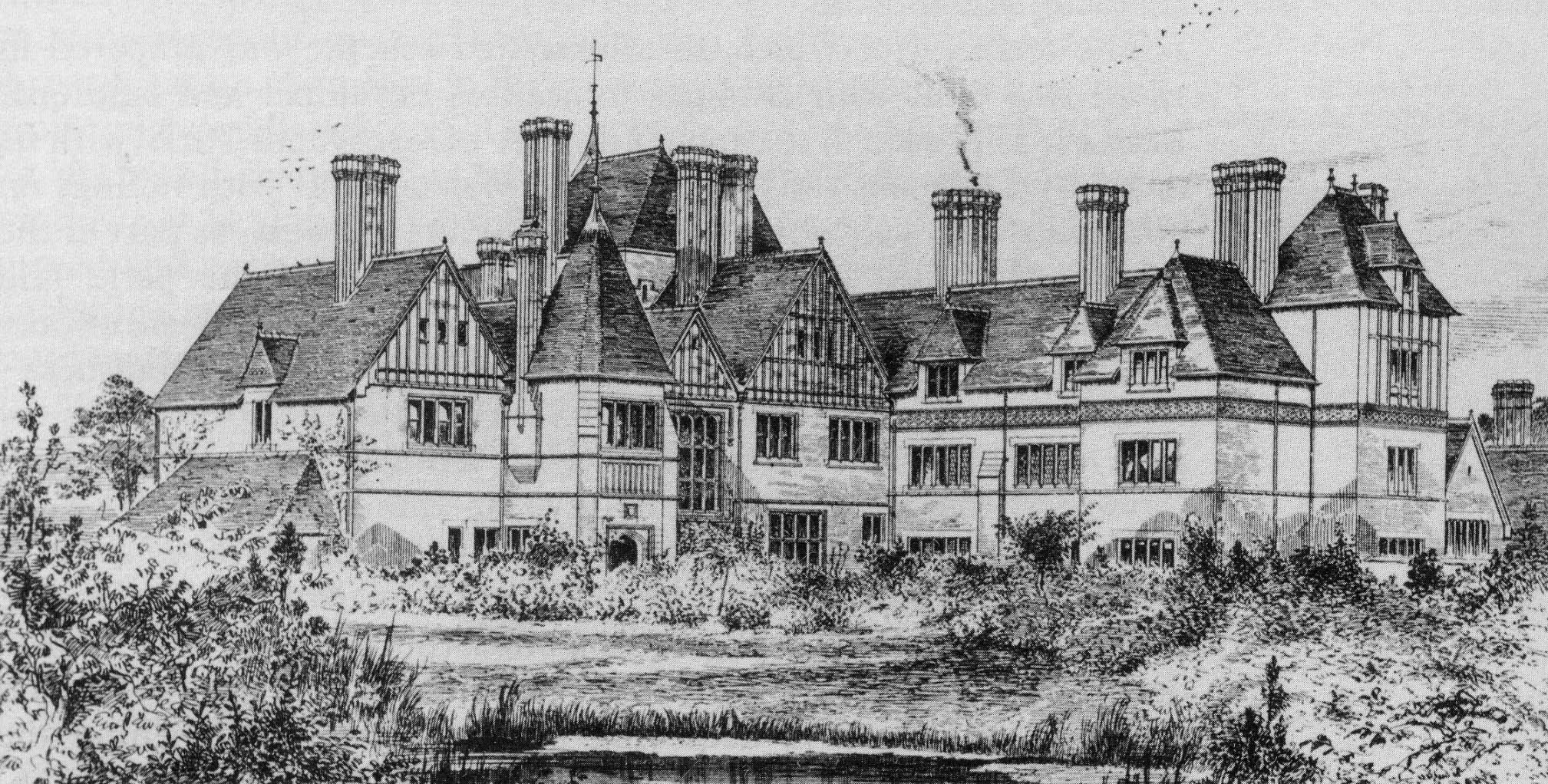
Shotwick Park um 1879; Bild aus der Zeitschrift The Builder

Viele der säkularen Gebäude, die Douglas in dieser Zeit bauten, waren eher kleinere Bauten. Darunter waren Cottages in Great Budworth sowie Cottages, Häuser, Schulen und Farmen in Eaton Hall und den dazugehörenden Dörfern. 1872 entwarf er Shotwick Park, ein großes Haus in Great Saughall aus Backsteinen mit Fachwerkanteilen; das Haus hat steile Dächer, hohe Schornsteine und mehrere Tourellen. Etwa zur selben Zeit führt Douglas den Umbau der Broxton Higher Hall. Aufträge für größere Häuser erhielt Douglas Ende der 1870er und in den 1880er Jahren. The Gelli (1877) ist ein Haus mit drei Seitenflügel, das er für die Kenyon-Geschwister in Tallarn Green, Flintshire baute. Ebenfalls für diese Familie entwarf Douglas Llannerch Panna in Penley, Flintshire (1878–79), welches durch seine Zimmermannsarbeiten auffällt. Ein vollständiges Black-and-white House in Stockwerkbauweise ist Rowden Abbey (1881) in Hertfordshire. Das in Nordwales stehende Plas Mynach (1883) in Barmouth weist umfangreiche detaillierte Holzarbeiten bei der Innenausstattung auf.

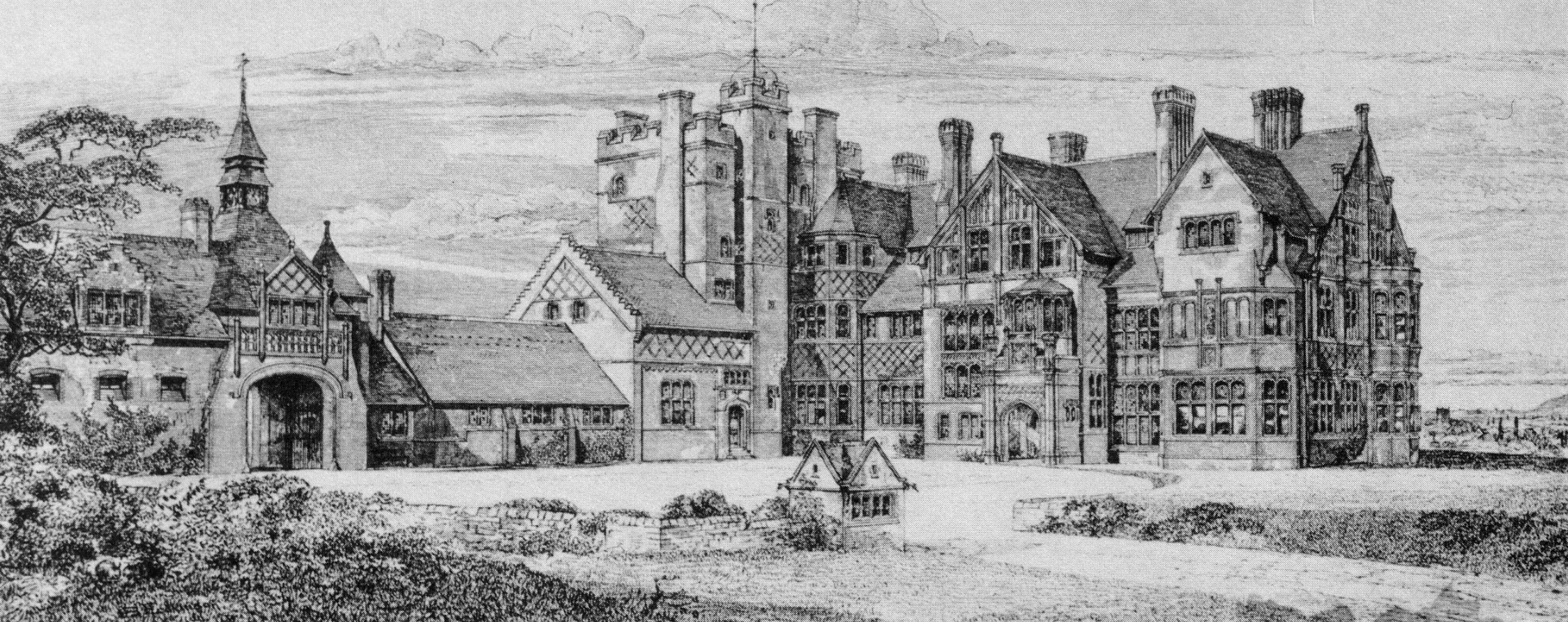
Borrowmore Hall um 1881; auch aus The Builder

Um 1879–1881 baute Douglas auf seinem eigenen Grundstück in Chester eine Häuserreihe, 6–11 Grosvenor Park Road, an der Straße, die zum Haupttor von Grosvenor Park führt. Diese Häuserreihe entstand im Stil der viktorianischen Hochgotik. Um 1883 entwarf er Barrowmore Hall (auch als Barrow Court bekannt) in Great Barrow (wurde inzwischen abgerissen), eines der größten von Douglas gebauten Häuser. Etwa zu der Zeit entstanden auf Eaton Hall Eccleston Hill (1881–82), ein großes Haus für den Sekretär des Herzogs, die Stud Lodge, Eccleston Hill Lodge (1881), ein dreistöckiges Torhaus am Haupteingang zum Park und The Paddocks (1882–83), ein anderes großes Wohnhaus, dieses für den Landverwalter des Herzogs. Im Zentrum von Chester schuf er Grosvenor Club and North and South Wales Bank (1881–83) in der Eastgate Street, gebaut aus Steinen und Backsteinen mit Türmchen und Staffelgiebel und 142 Foregate Street für Cheshire County Constabulary (1884) mit einem Giebel in flämischen Stil.

#### Kirchen

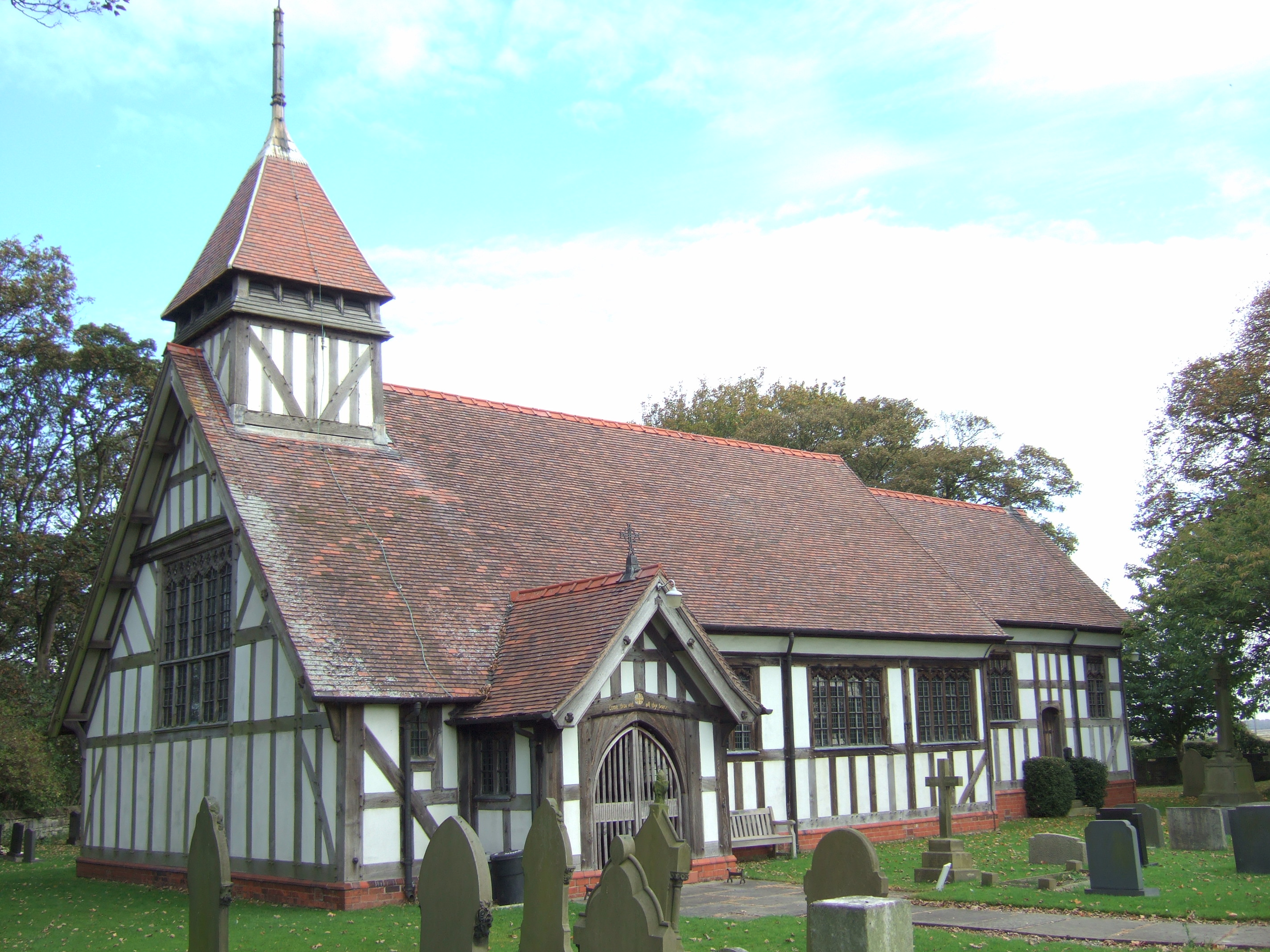
St Michael and All Angels Church

1874–1875 erneuerte Douglas für den 2. Baron Delamere St Mary’s Church in Whitegate, wobei ein großer Teil des mittelalterlichen Interieurs erhalten blieb und vor allem das Gebäudeäußere umgebaut wurde, vor allem durch Hinzufügen eines kurzen Chors und des Fachwerks. St Paul’s Church in Boughton war die Pfarrkirche, die Douglas selbst besuchte und die er 1876 neubaute, wobei er Teile des schon existierenden Bauwerks einbezog. Douglas’ einzige Kirche, die vollständig als Fachwerkbau entstand, ist die kleine Kirche St Michael and All Angels in Great Altcar in Lancashire. Teils aus Backsteinen und teilweise als Fachwerkbau entstand St Chad’s (1881) in Hopwas in Staffordshire. In dieser Zeit baute und renovierte Douglas auch eine Reihe von Kirchen, die vollkommen aus Steinen gebaut wurden, wobei er hauptsächlich gotische Stilmerkmale mit traditionellen Elementen kombinierte. Zu diesen Bauten gehören auch die St John the Baptist’s Church in Hartford (1873–75), St Paul’s in Marston (1874, abgerissen), die Presbyterian Chapel (1875) in Rossett, Denbighshire, St Stephen’s in Moulton (1876), der Umbau der Christ Church in Chester (ebenfalls 1876), die Church of St Mary the Virgin (1877–78) von Halkyn in Flintshire und die Walliser Kirche St John the Evangelist (1878) in Mold in derselben Grafschaft. Später in dieser Schaffensperiode entstanden auch die built St Mary’s Church in Pulford (1881–1884) die der Herzog von Westminster in Auftrag gab und 1882–1885 St Werburgh’s New Church in Warburton für Rowland Egerton-Warburton.

### Partnerschaften

#### Douglas & Fordham (1884–1898)

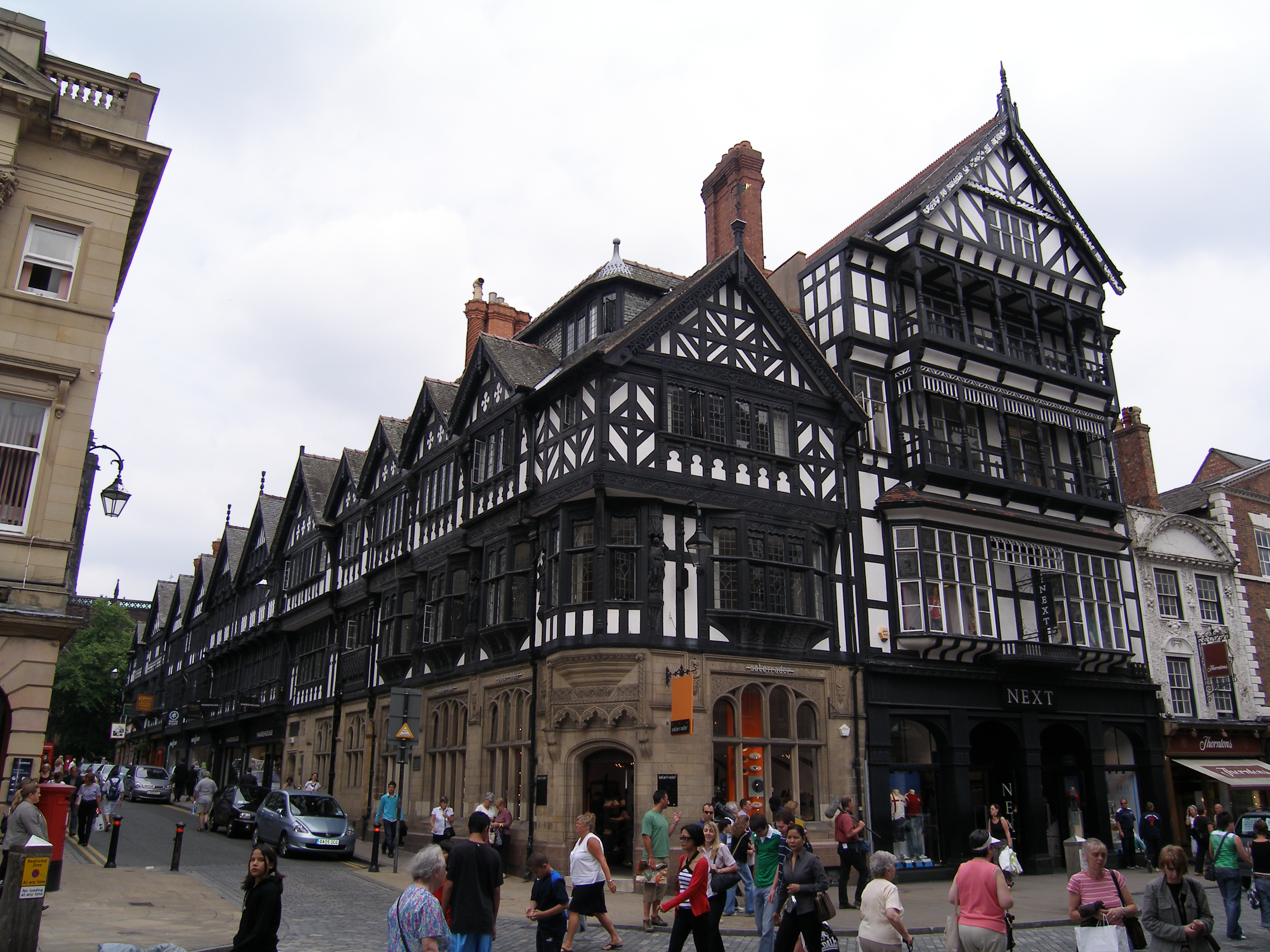
2–18 St Werburgh Street in Chester

Douglas & Fordham zeichneten 1885–1887 für William Molyneux, den 4. Earl of Sefton Abbeystead House in North Lancashire. Hubbard beschreibt diesen Bau als „das feinste unter Douglas’ elisabethanischen Häusern und eines der größten, die er je entworfen hat“. Während dieser Zeit wurden auch Jodrell Hall in Cheshire und Halkyn Castle in Flintshire erweitert. 1885 wurde das Castle Hotel in Conwy, Caernarfonshire umgebaut und 1887–1888 auf Hawarden Castle ein Tresorraum eingebaut; ihm folgte 1890 eine Veranda. Während dieser Zeit entstanden auch auf dem Herrensitz Eaton Hall weitere Bauten, darunter Häuser und Cottages wie etwa Eccleston Hill und das Eccleston Ferry House sowie Farmen wie die Saighton Lane Farm. 1890–91 wurde ein Obelisk an der Zufahrt zu Eaton Hall von der Belgrave Avenue aufgestellt.
Das letzte größere Haus, das Douglas entwarf, war Brocksford Hall (1893) in Derbyshire. Dabei handelte es sich um ein Landhaus im elisabethanischen Stil mit Uhrturm, wobei Stuckarbeiten mit Backsteinen und Steinen kombiniert wurden. Im Zentrum von Chester entstand mit 38 Bridge Street 1897 ein Holzfachwerkhaus, das einen Abschnitt der Chester Rows einbezog und über viele schmückende Holzschnitzereien verfügt. Von 1892 an schuf das Architekturbüro Häuser und Cottages in Port Sunlight für die Gebrüder Lever. Außerdem konstruierten Douglas und Fordham die Dell Bridge (1894) und von 1894 bis 1896 die heute als Lyceum bezeichnete Schule.
1896 erbaute Douglas auch ein Haus für sich selbst: Walmoor Hill entstand auf den Dee Banks in Chester im elisabethanischen Stil. Zwischen 1895 und 1897 designte er auch eine Häuserreihe auf der Ostseite der St Werburgh Street im Zentrum von Chester. An deren südlichem Ende, an der Ecke zur Eastgate Street, befindet sich eine Bank, deren Erdgeschoss aus Stein gemauert ist. Dahinter bestehen die Erdgeschosse entlang der Straße aus Ladenfronten. Darüber sitzen zwei Stockwerke mit Attika, die mit stark verzierten Fachwerkbalken konstruiert sind. Im ersten Obergeschoss befinden sich eine Reihe von Erkerfenstern, das zweite Obergeschoss ist in Rähmbauweise darüber gesetzt und das Dachgeschoss spannt über elf Giebel. Nikolaus Pevsner beurteilte diese Gebäudezeile als „Douglas in Bestform (obgleich auch als höchst prahlerisch)“.

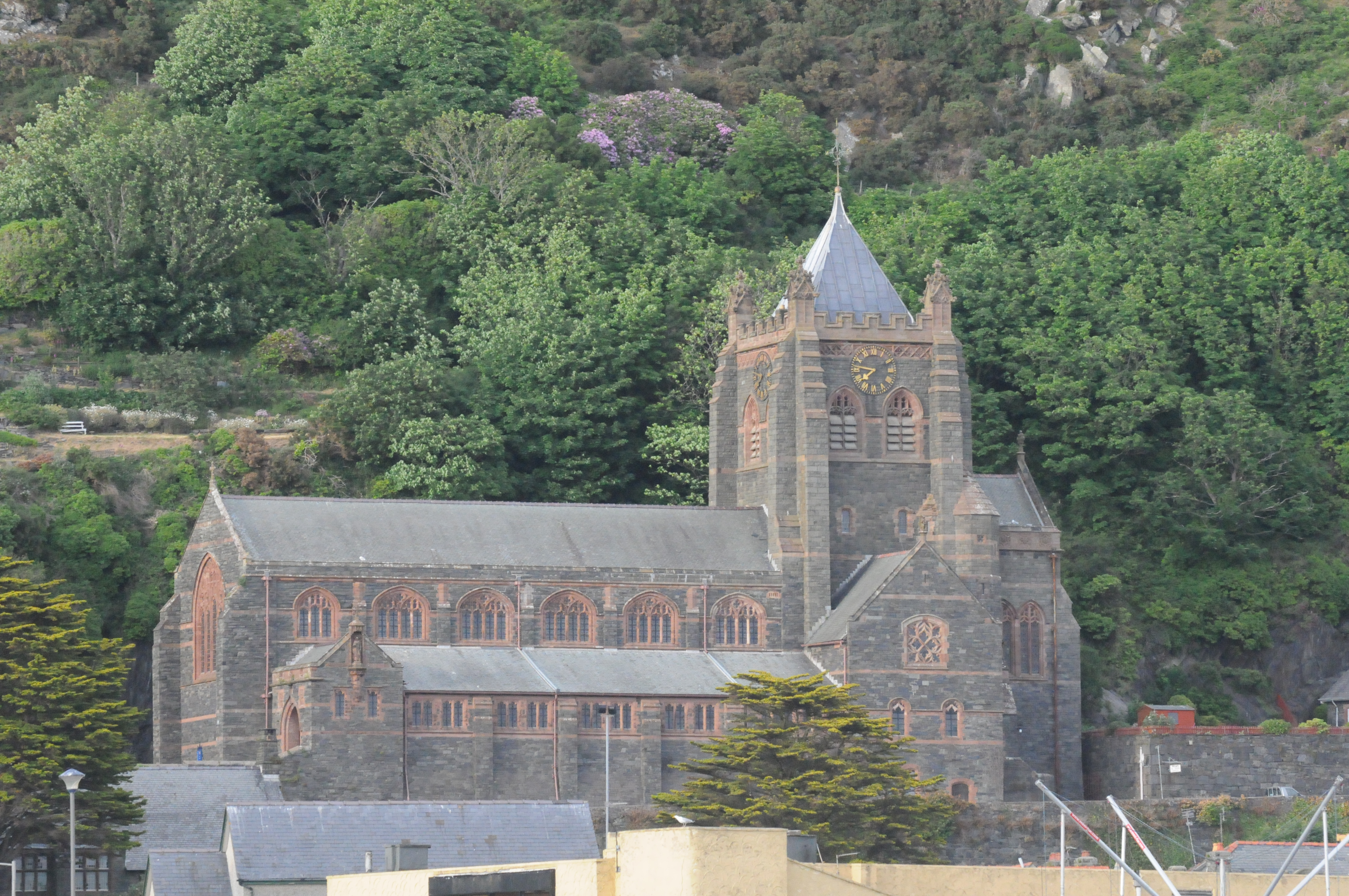
St John’s Church in Barmouth

Während der Existenz der Partnerschaft setzte Douglas die Arbeit an Kirchenneubauten und Renovierungen alter Kirchengebäude fort. 1884–1885 baute er eine Kapelle im Carlett Park von Eastham auf der Halbinsel Wirral und 1884–87 St Deiniol’s Church in Criccieth, Caernarfonshire. Christ Church (1886–92), St Paul’s Church, Colwyn Bay (1887–1888 mit späteren Erweiterungen) und St Andrew’s Church, West Kirby (1889–91) folgten. St John’s Church in Barmouth, Merionethshire wurde zwischen 1889 und 1895 erbaut und ist eine der größten Kirchen, die Douglas erbaut hat; allerdings stürzte der Kirchturm beim Bau 1891 ein und musste neugebaut werden. Andere Kirchen, die Douglas im Norden von Wales erbaute, waren die Christ Church in Bryn-y-Maen, Colwyn Bay und die All Saints Church in Deganwy (beide 1897–1899).
Um etwa 1891/1892 baute Douglas die Church of St James the Great in Haydock. Diese wurde teilweise als Fachwerk errichtet, um das Bauwerk gegen mögliche Bergschäden besser zu wappnen. Andere Kirchenneubauten, die während der Partnerschaft mit Fordham entstanden, waren die St Wenefrede’s Church (1892) in Bickley, die St David's Welsh Church in Rhosllannerchrugog in Denbighshire, die All Saints Church in Higher Kinnerton (1893), die Congregational Church in Great Crosby (1897–1898), und St John the Evangelist’s Church (Weston) in Weston, Runcorn (1897–1900). Eine Turmspitze erbaute er 1886–1887 zur St Peter’s Church in Chester und ein Turm wurde etwa 1889–1890 unter seiner Aufsicht der Holy Trinity Church in Capenhurst hinzugefügt. Bereits 1886–1887 hatte Douglas einen Glockenturm für die St John the Baptist’s Church in Chester gebaut. Dieser Baumaßnahme folgte ein Neubau des Nordschiffes. Außerdem wurden in dieser Zeit Renovierungen und Verschönerungen von Kirchen durchgeführt, Denkmäler wurden hinzugefügt und Douglas führte auch Möblierungen von Kirchen durch.

#### Douglas & Minshull (1898–1909) und Douglas alleine (1909–1911)

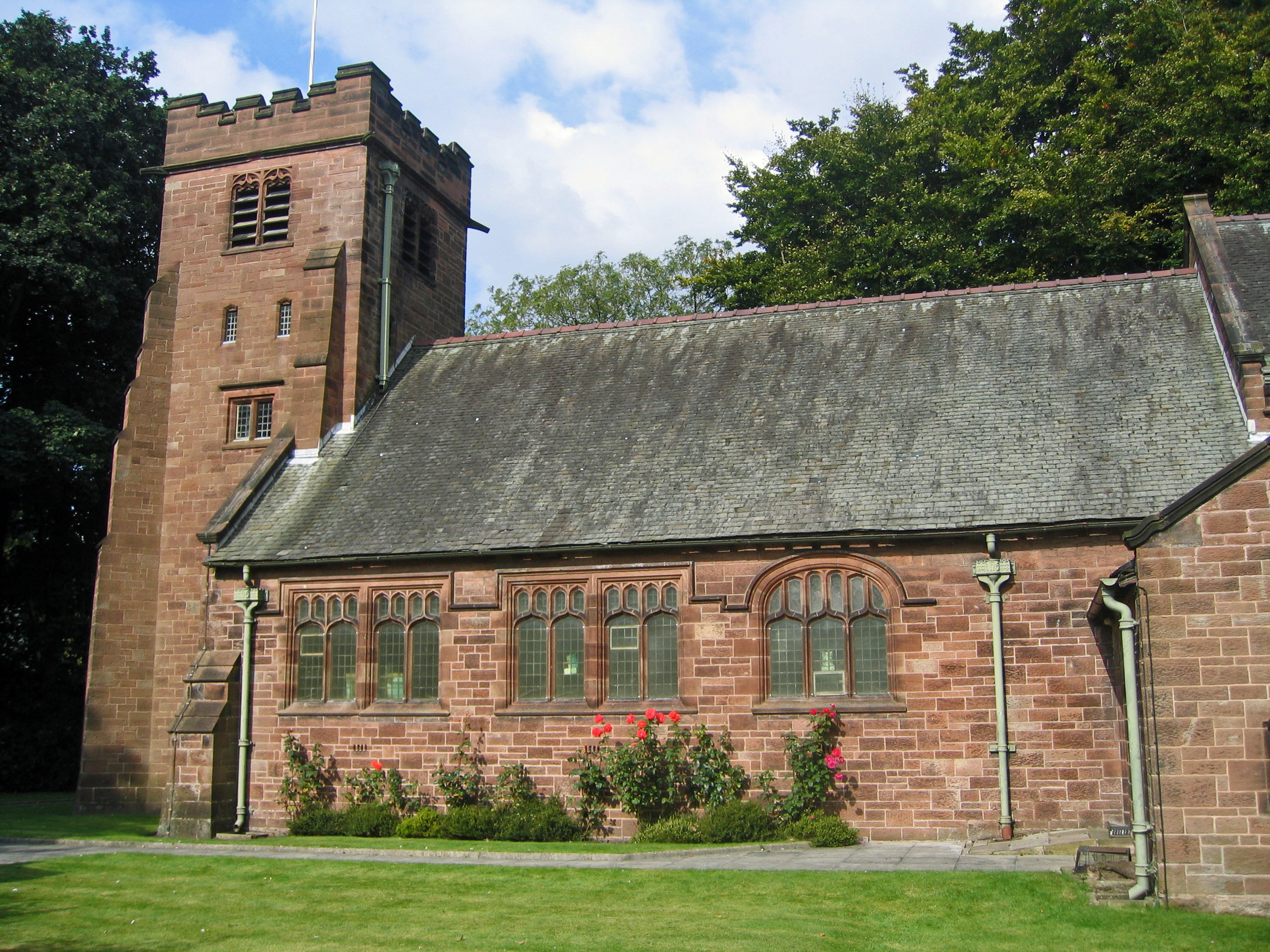
St John the Evangelist’s Church, Sandiway

1898 entwarfen Douglas und Minshull St Oswald’s Chambers in der St Werburgh Street in Chester. In der Folge entstanden weitere Gebäude in der Stadt. 1902–1903 erbaute Douglas die St John the Evangelist’s Church in seinem Geburtsort Sandiway. Sie wurde auf einem Grundstück errichtet, das ihm selbst gehörte und er finanzierte den Bau des Chores und das überdachte Kirchhofstor. Im Jahr 1899 entstand zu Ehren des 1897 stattgefundenen diamantenen Thronjubiläums von Queen Victoria am Eastgate in Chester die Diamond Jubilee Memorial Clock, in einer offenen schmiedeeisernen Konstruktion. 1898–1901 führte das Architekturbüro den Bau von Chesters öffentlichem Badehaus durch; dabei handelte es sich um eine für Douglas ungewöhnliche Arbeit, da hierbei spezielle ingenieurtechnische Arbeiten erforderlich waren. Während dieser Periode entstand auch eine der wichtigsten nichtkirchlichen Bauten Douglas’, die St Deiniol's Library in Hawarden, Flintshire für W. E. Gladstone und dessen Familie. Der erste Bauabschnitt entstand zwischen 1899 und 1902, fertiggestellt wurde die Bibliothek dann 1904–1906. Etwa zu dieser Zeit erhielt das Architekturbüro auch den Auftrag für zwei neue Kirchen, in deren Bau Gladstone involviert war; St Ethelwold's (gebaut 1898–1902) war eine neue Kirche in Shotton in Flintshire und St Matthew's in Buckley in derselben Grafschaft wurde zwischen 1897 und 1905 erweitert. Die anderen Kirchenneubauten, die in dieser Zeit entstanden, waren die einzige Kirche, die Douglas in Schottland baut – die Episcopal Church (1903) in Lockerbie, Dumfriesshire – sowie St Matthew’s Church (1910–11) in Saltney, ebenfalls in Flintshire. Außerdem wurden Veränderungen andere Kirchen und Kircheneinrichtungen entworfen. Douglas’ letztes großes Projekt war die Hinzufügung eines Kirchturms zu der von ihm erbauten St Paul’s in Colwyn Bay, er starb jedoch noch vor der Fertigstellung.

### Veröffentlichungen
Douglas veröffentlichte keine eigenen Texte und hinterließ keine Aufzeichnungen seiner Ideen und Gedanken. Die einzige Veröffentlichung, an der er beteiligt war, war das Abbey Square Sketch Book, das er herausgab. Das Buch erschien in drei Bänden, der erste datiert im Jahr 1872, die anderen sind undatiert; das Werk besteht aus Skizzen und Plänen, einschließlich einiger Photographien im dritten Band, die von vielen verschiedenen Urhebern stammten. Die Abbildungen zeigen Bauwerke und Möbel, zumeist aus der Zeit vom späten Mittelalter und dem 16. bis 17. Jahrhundert, zum größten Teil aus Cheshire und dem Nordwesten Englands. Douglas’ einziger Beitrag war eine gemeinsam zugeschriebene Bildtafel im dritten Band. Es ist wahrscheinlich, dass er die Titelseiten entworfen hat oder zumindest die darauf enthaltenen Zeichnungen des Abbey Gateway in Chester.

## Anerkennung, Einfluss und Vermächtnis

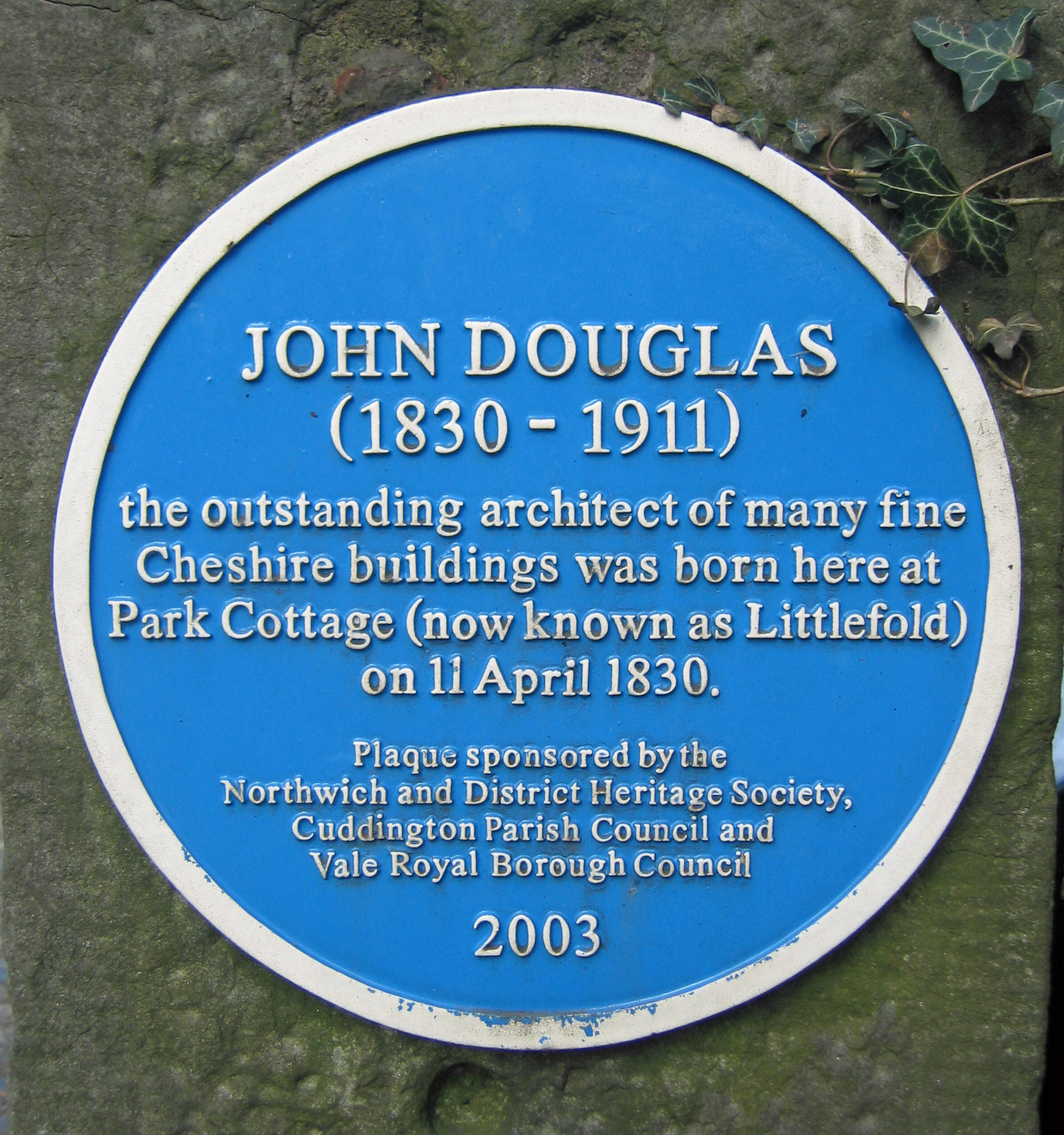
Gedenktafel am Torpfeiler seines Geburtshauses

Douglas arbeitete während seiner ganzen Karriere in einer Stadt einer provinziellen Grafschaft, und seine Werke konzentrieren sich auf Cheshire und den Norden von Wales, dennoch „führte er eine Praxis, die nationales Renommee erreichte“. Er war nie Mitglied des Royal Institute of British Architects, über seine Arbeiten wurde jedoch regelmäßig in landesweit Veröffentlichungen berichtet, darunter Building News, The Builder, The Architect und The British Architect; vor allem die letzte dieser Reihe hat viele seiner Arbeiten gepriesen. Eine Reihe von seinen Entwürfen wurden von der Royal Academy ausgestellt und in Academy Architecture gedruckt. Der Nachruf auf ihn in The British Architect bezeichnete ihn als Architekten, der „eine Reputation erreicht hat, die ihn schon lange in die vordere Reihe der lebenden Architekten gestellt hat“. In seiner Reihe The Buildings of England beschrieb ihn Nikolaus Pevsner ohne Vorbehalt als „den besten Architekten Cheshires“. In The Buildings of Wales: Clwyd äußerte Edward Hubbard die Meinung, dass er „der wichtigste und aktivste Lokalarchitekt seiner Zeit“ war. Die positive Kritik war nicht auf den britischen Raum beschränkt, Douglas’ Arbeiten wurden auch von dem französischen Architekten Paul Sédille und dem deutschen Architekten und Autor Hermann Muthesius gepriesen. Allerdings war eine Medaille für seinen Entwurf von Abbeystead House, der auf einer Ausstellung in Paris gezeigt wurde, die einzige offizielle Anerkennung seiner Arbeiten zu seinen Lebzeiten.
Viele der Architekten, die in Douglas’ Architekturbüro ausgebildet wurden und arbeiteten, ließen sich durch seinen Stil beeinflussen. Die vielleicht bekanntesten unter ihnen waren Edmund Kirby und Edward Ould. Kirby ist vor für seine römisch-katholischen Kirchenbauten bekannt, Ould entwarf eine Reihe von Bauwerken in Chester und der Umgebung, die sich am Stil Douglas orientierten, darunter Wightwick Manor und verschiedene Gebäude am Port Sunlight. Auch andere Architekten, die nicht mit ihm in einem Architekturbüro gemeinsam arbeiteten, wurden von ihm beeinflusst; unter ihnen sind Thomas Lockwood, Richard Thomas Beckett, Howard Hignett, A. E. Powers, James Strong und der Cheshire County Architect Henry Beswick.
Ein großer Teil der Bauten John Douglas’ existiert noch, viele davon sind ein Listed Building. Das Werk von Douglas ist nicht auf einen Gebäudetyp fokussiert, seine Kirchen und Häuser sind von gleichmäßiger Wichtigkeit. Douglas war kein Pionier von einer speziellen neuen Entwicklung, sondern verfolgte die nationalen Trends in der Architektur, wobei er seinen individuellen Stil beibehielt. Seine Werke sind „alles andere als Plagiate“ und sie „tragen eine höchst individuelle und fast immer erkennbare Note“. Die Haupteigenschaften seiner Bauwerke sind „sichere Proportionen, einfallsreiche Baukörper und Gruppierungen … makellose Detaillierung und ein großartiges Verständnis der Handwerkskunst und ein Gefühl für Materialien“. Seine Arbeiten sind „Architektur, die genauso gut genossen wie bewundert werden kann“.

## Bibliographie
- Edward Hubbard: The Buildings of Wales: Clwyd. Penguin, London 1986, ISBN 0-14-071052-3 (englisch).
- Edward Hubbard: The Work of John Douglas. The Victorian Society, London 1991, ISBN 0-901657-16-6 (englisch).
- Nikolaus Pevsner: The Buildings of England: North Lancashire. Yale University Press, New Haven / London 2002, ISBN 0-300-09617-8 (englisch).
- Nikolaus Pevsner, Edward Hubbard: The Buildings of England: Cheshire. Yale University Press, New Haven / London 2003, ISBN 0-300-09588-0 (englisch).
- Richard Pollard, Nikolaus Pevsner: The Buildings of England: Lancashire: Liverpool and the South-West. Yale University Press, New Haven / London 2006, ISBN 0-300-10910-5 (englisch).

## Belege
1. ↑  Peter Howell: Douglas, John (1830–1911). In: Henry Colin Gray Matthew, Brian Harrison (Hrsg.): Oxford Dictionary of National Biography, from the earliest times to the year 2000 (ODNB).  Oxford University Press, Oxford 2004, ISBN 0-19-861411-X; doi:10.1093/ref:odnb/52372 (Lizenz erforderlich), Stand: 2004.
2. ↑  Hubbard: The Work of John Douglas. 1991, S. 1 f.
3. ↑  Hubbard: The Work of John Douglas. 1991, S. 3–4.
4. ↑  Hubbard: The Work of John Douglas. 1991, S. 1.
5. ↑  Hubbard: The Work of John Douglas. 1991, S. 4–5.
6. ↑  Hubbard: The Work of John Douglas. 1991, S. 5–9.
7. ↑  Hubbard: The Work of John Douglas. 1991, S. 13.
8. ↑  Hubbard: The Work of John Douglas. 1991, S. 17.
9. ↑  Hubbard: The Work of John Douglas. 1991, S. 6–7.
10. ↑  Hubbard: The Work of John Douglas. 1991, S. 10–11.
11. 1 2  Hubbard: The Work of John Douglas. 1991, S. 11.
12. ↑  Hubbard: The Work of John Douglas. 1991, S. 15.
13. ↑  Hubbard: The Work of John Douglas. 1991, S. 15–16.
14. ↑  Hubbard: The Work of John Douglas. 1991, S. 29.
15. 1 2 3  Hubbard: The Buildings of Wales. 1986, S. 74.
16. 1 2  Hubbard: The Work of John Douglas. 1991, S. 238–279.
17. ↑  Hubbard: The Work of John Douglas. 1991, S. 27.
18. 1 2  Hubbard: The Work of John Douglas. 1991, S. 28.
19. ↑  Hubbard: The Work of John Douglas. 1991, S. 60.
20. ↑  Hubbard: The Work of John Douglas. 1991, S. 63–64.
21. 1 2  Roger King: John Douglas 1830–1911. Northwich and District Heritage Society, Northwich, S. 6 (englisch).
22. ↑  Hubbard: The Work of John Douglas. 1991, S. 254.
23. ↑  Edwin Smith, Graham Hutton, Olive Cook: English Parish Churches. Thames & Hudson, London 1979, ISBN 0-500-20139-0, S. 211–214 (englisch).
24. ↑  Hubbard: The Work of John Douglas. 1991, S. 19.
25. ↑  Hubbard: The Work of John Douglas. 1991, S. 19–21.
26. ↑  Hubbard: The Work of John Douglas. 1991, S. 22.
27. ↑  Hubbard: The Work of John Douglas. 1991, S. 41.
28. ↑  Hubbard: The Work of John Douglas. 1991, S. 38–58.
29. ↑  Hubbard: The Work of John Douglas. 1991, S. 47.
30. ↑  
Topography 900–1914: Victorian and Edwardian, 1840–1914. In: Christopher P. Lewis, Alan Thacker (Hrsg.): A history of the county of Chester (= Victoria history of the counties of England). Band 5: The city of Chester, Teil 1: General History and Topography. Victoria County History, London 2004, OCLC 71122398, S. 229–238 (englisch, british-history (Memento vom 28. Oktober 2011 im Internet Archive)).
31. ↑  Pevsner, Hubbard: The Buildings of England: Cheshire. 2003, S. 38.
32. ↑  Hubbard: The Work of John Douglas. 1991, S. 25–26.
33. ↑  Pevsner, Hubbard: The Buildings of England: Cheshire. 2003, S. 39.
34. ↑  Hubbard: The Work of John Douglas. 1991, S. 47–48.
35. ↑  Hubbard: The Work of John Douglas. 1991, S. 77–80.
36. ↑  Hubbard: The Work of John Douglas. 1991, S. 82–88.
37. ↑  Hubbard: The Work of John Douglas. 1991, S. 93.
38. ↑  Hubbard: The Work of John Douglas. 1991, S. 95.
39. ↑  Hubbard: The Work of John Douglas. 1991, S. 109, 126–127.
40. ↑  Hubbard: The Work of John Douglas. 1991, S. 40–42.
41. ↑  Pevsner, Hubbard: The Buildings of England: Cheshire. 2003, S. 368.
42. 1 2  Pevsner, Hubbard: The Buildings of England: Cheshire. 2003, S. 389.
43. ↑  Hubbard: The Work of John Douglas. 1991, S. 43–44.
44. ↑  Hubbard: The Work of John Douglas. 1991, S. 44–46.
45. ↑  Hubbard: The Work of John Douglas. 1991, S. 46–48.
46. ↑  Pevsner, Hubbard: The Buildings of England: Cheshire. 2003, S. 160.
47. ↑  Hubbard: The Work of John Douglas. 1991, S. 48.
48. ↑  Pevsner, Hubbard: The Buildings of England: Cheshire. 2003, S. 57–58.
49. ↑  Hubbard: The Work of John Douglas. 1991, S. 50–53.
50. 1 2  Pevsner, Hubbard: The Buildings of England: Cheshire. 2003, S. 333.
51. ↑  Hubbard: The Work of John Douglas. 1991, S. 55–56.
52. ↑  Pollard, Pevsner: The Buildings of England: Lancashire: Liverpool and the South-West. 2006, S. 621.
53. ↑  Hubbard: The Work of John Douglas. 1991, S. 62.
54. ↑  Hubbard: The Work of John Douglas. 1991, S. 79–101.
55. ↑  Hubbard: The Work of John Douglas. 1991, S. 114–115, 243.
56. ↑  Pevsner, Hubbard: The Buildings of England: Cheshire. 2003, S. 229.
57. ↑  Hubbard: The Work of John Douglas. 1991, S. 105, 107.
58. ↑  Pevsner, Hubbard: The Buildings of England: Cheshire. 2003, S. 117.
59. ↑  Hubbard: The Work of John Douglas. 1991, S. 104–105.
60. ↑  Hubbard: The Buildings of Wales. 1986, S. 445.
61. ↑  Hubbard: The Work of John Douglas. 1991, S. 107–109.
62. ↑  Hubbard: The Buildings of Wales. 1986, S. 416.
63. ↑  Hubbard: The Work of John Douglas. 1991, S. 109.
64. ↑  Hubbard: The Work of John Douglas. 1991, S. 109–111.
65. ↑  Hubbard: The Work of John Douglas. 1991, S. 112–114.
66. ↑  Pevsner, Hubbard: The Buildings of England: Cheshire. 2003, S. 164.
67. ↑  Hubbard: The Work of John Douglas. 1991, S. 116–118.
68. ↑  Hubbard: The Work of John Douglas. 1991, S. 118–120.
69. ↑  Hubbard: The Work of John Douglas. 1991, S. 120–123.
70. ↑  Hubbard: The Work of John Douglas. 1991, S. 124–125.
71. ↑  Pevsner, Hubbard: The Buildings of England: Cheshire. 2003, S. 381–382.
72. ↑  Hubbard: The Work of John Douglas. 1991, S. 125–126.
73. ↑  Pevsner, Hubbard: The Buildings of England: Cheshire. 2003, S. 172–173.
74. ↑  Hubbard: The Work of John Douglas. 1991, S. 126–127.
75. ↑  Pollard, Pevsner: The Buildings of England: Lancashire: Liverpool and the South-West. 2006, S. 179–180.
76. ↑  Hubbard: The Work of John Douglas. 1991, S. 127.
77. ↑  Hubbard: The Work of John Douglas. 1991, S. 130–137.
78. ↑  Hubbard: The Work of John Douglas. 1991, S. 137–139.
79. ↑  Pevsner, Hubbard: The Buildings of England: Cheshire. 2003, S. 317.
80. ↑  Pevsner, Hubbard: The Buildings of England: Cheshire. 2003, S. 376.
81. ↑  Hubbard: The Work of John Douglas. 1991, S. 149.
82. ↑  Pevsner, 2002. Seite 186.
83. ↑  Hubbard: The Work of John Douglas. 1991, S. 151.
84. ↑  Hubbard: The Work of John Douglas. 1991, S. 155.
85. ↑  Hubbard: The Work of John Douglas. 1991, S. 157.
86. ↑  Hubbard: The Buildings of Wales. 1986, S. 362–364.
87. ↑  Hubbard: The Work of John Douglas. 1991, S. 158–166.
88. 1 2  Hubbard: The Work of John Douglas. 1991, S. 166.
89. ↑  Pevsner, Hubbard: The Buildings of England: Cheshire. 2003, S. 212.
90. ↑  Hubbard: The Work of John Douglas. 1991, S. 155–156.
91. ↑  Pevsner, Hubbard: The Buildings of England: Cheshire. 2003, S. 167.
92. ↑  Hubbard: The Work of John Douglas. 1991, S. 168–171.
93. ↑  Pevsner, Hubbard: The Buildings of England: Cheshire. 2003, S. 307, 312–313.
94. ↑  Hubbard: The Work of John Douglas. 1991, S. 188.
95. ↑  Pevsner, Hubbard: The Buildings of England: Cheshire. 2003, S. 173–174.
96. ↑  Hubbard: The Work of John Douglas. 1991, S. 189–190.
97. ↑  Images of England: 2–18 St Werburgh St, Chester. English Heritage, archiviert vom Original am 24. Oktober 2012; abgerufen am 25. März 2010 (englisch).
98. ↑  Pevsner, Hubbard: The Buildings of England: Cheshire. 2003, S. 162.
99. ↑  Hubbard: The Work of John Douglas. 1991, S. 173.
100. ↑  Hubbard: The Work of John Douglas. 1991, S. 173–177.
101. ↑  Pevsner, Hubbard: The Buildings of England: Cheshire. 2003, S. 379.
102. ↑  Hubbard: The Work of John Douglas. 1991, S. 177–178.
103. ↑  Hubbard: The Work of John Douglas. 1991, S. 179–181.
104. ↑  Hubbard: The Work of John Douglas. 1991, S. 181–182.
105. ↑  Pollard, Pevsner: The Buildings of England: Lancashire: Liverpool and the South-West. 2006, S. 195–196.
106. ↑  Hubbard: The Work of John Douglas. 1991, S. 182.
107. ↑  Hubbard: The Work of John Douglas. 1991, S. 262.
108. ↑  Hubbard: The Work of John Douglas. 1991, S. 263.
109. ↑  Hubbard: The Work of John Douglas. 1991, S. 184, 268.
110. ↑  Hubbard: The Work of John Douglas. 1991, S. 183–184.
111. ↑  Pevsner, Hubbard: The Buildings of England: Cheshire. 2003, S. 380–381.
112. ↑  Hubbard: The Work of John Douglas. 1991, S. 184.
113. ↑  Hubbard: The Work of John Douglas. 1991, S. 184–185.
114. ↑  Hubbard: The Work of John Douglas. 1991, S. 185–186.
115. ↑  Hubbard: The Work of John Douglas. 1991, S. 192.
116. ↑  Hubbard: The Work of John Douglas. 1991, S. 192–196.
117. ↑  Hubbard: The Work of John Douglas. 1991, S. 194–195.
118. ↑  Hubbard: The Work of John Douglas. 1991, S. 196.
119. ↑  Hubbard: The Work of John Douglas. 1991, S. 196–197.
120. ↑  Hubbard: The Work of John Douglas. 1991, S. 198–200.
121. ↑  Hubbard: The Work of John Douglas. 1991, S. 200–202.
122. ↑  Hubbard: The Work of John Douglas. 1991, S. 274.
123. ↑  Hubbard: The Work of John Douglas. 1991, S. 202, 276.
124. ↑  Hubbard: The Buildings of Wales. 1986, S. 443.
125. ↑  Hubbard: The Work of John Douglas. 1991, S. 202–204.
126. ↑  Hubbard: The Work of John Douglas. 1991, S. 204.
127. ↑  Hubbard: The Buildings of Wales. 1986, S. 135.
128. ↑  Hubbard: The Work of John Douglas. 1991, S. 11–13.
129. ↑  Hubbard: The Work of John Douglas. 1991, S. 23.
130. ↑  Hubbard: The Work of John Douglas. 1991, S. 32–34.
131. ↑  Hubbard: The Work of John Douglas. 1991, S. 34.
132. ↑  Pevsner, Hubbard: The Buildings of England: Cheshire. 2003, S. 35.
133. ↑  Hubbard: The Buildings of Wales. 1986, S. 73.
134. ↑  Hubbard: The Work of John Douglas. 1991, S. 34, 36.
135. ↑  Hubbard: The Work of John Douglas. 1991, S. 205–207.
136. ↑  Hubbard: The Work of John Douglas. 1991, S. 209–210.
137. ↑  Hubbard: The Work of John Douglas. 1991, S. 210.

| Personendaten    | Personendaten                             |
| ---------------- | ----------------------------------------- |
| NAME             | Douglas, John                             |
| KURZBESCHREIBUNG | englischer Architekt                      |
| GEBURTSDATUM     | 11. April 1830                            |
| GEBURTSORT       | Sandiway, Cheshire, England               |
| STERBEDATUM      | 23. Mai 1911                              |
| STERBEORT        | Walmoor Hill, Dee Banks, Chester, England |